# Manfred Fischer
Manfred Fischer (Hanau, 7 de enero de 1959) es un expiloto de motociclismo alemán, que compitió en el Campeonato del Mundo de Motociclismo entre 1983 y 1988.

## Biografía
Manfred Fischer debutó en 1982 en el Campeonato de Alemania Junior Cup con una 350 cc. Posteriormente, pasaría a la cilindrada de 500 cc en 1984 y obtiene el tercer puesto en el Campeonato de Alemania de 1985 y el subcampeonato en 1986. En 1987, obtiene uno de sus mejores resultados al proclamarse campeón de Campeonato de Europa de 500 cc y campeón de Alemania de Superbikes en 1990 a bordo de una Honda. 
En 1984 debuta en el Mundial de Motociclismo sin mucho éxito. En cinco años de carrera, tan solo consiguieron un punto en el Gran Premio de Austria de 1988 de 500cc- Una vez retirado, Fischer trabaja como representante de aceites de competición del fabricante Elf.

## Resultados

### Campeonato del Mundo de Motociclismo

#### Carreras por año
Sistema de puntos desde 1969 a 1987:
| Posición | 1.º | 2.º | 3.º | 4.º | 5.º | 6.º | 7.º | 8.º | 9.º | 10.º |
| Puntos   | 15  | 12  | 10  | 8   | 6   | 5   | 4   | 3   | 2   | 1    |

Sistema de puntos desde 1988 a 1992:
| Posición | 1.º | 2.º | 3.º | 4.º | 5.º | 6.º | 7.º | 8.º | 9.º | 10.º | 11.º | 12.º | 13.º | 14.º | 15.º |
| Puntos   | 20  | 17  | 15  | 13  | 11  | 10  | 9   | 8   | 7   | 6    | 5    | 4    | 3    | 2    | 1    |

(Carreras en negrita indica pole position, carreras en cursiva indica vuelta rápida)
| Año  | Clase | Equipo        | Moto    | 1      | 2       | 3       | 4       | 5       | 6       | 7       | 8       | 9      | 10     | 11     | 12    | 13     | 14    | Pts. | Pos. |
| ---- | ----- | ------------- | ------- | ------ | ------- | ------- | ------- | ------- | ------- | ------- | ------- | ------ | ------ | ------ | ----- | ------ | ----- | ---- | ---- |
| 1983 | 500cc | Juchem-Suzuki | RSA -   | FRA -  | NAT -   | GER DNQ | ESP -   | AUT -   | YUG -   | NED -   | BEL -   | GBR -  | SWE -  |        |       |        |       | 0    | -    |
| 1984 | 500cc | Romer Juchem  | RSA -   | NAT -  | ESP -   | AUT 23  | GER 25  | FRA -   | YUG -   | NED -   | BEL -   | GBR -  | SWE -  | RSM -  |       |        |       | 0    | -    |
| 1985 | 500cc | Honda         | RSA -   | ESP -  | GER 17  | NAT -   | AUT 21  | YUG -   | NED 14  | BEL 22  | FRA -   | GBR -  | SWE -  | RSM -  |       |        |       | 0    | -    |
| 1986 | 500cc | Honda         | ESP 18  | NAT 14 | GER 11  | AUT 13  | YUG Ret | NED 17  | BEL Ret | FRA Ret | GBR 19  | SWE 16 | RSM 19 |        |       |        |       | 0    | -    |
| 1987 | 500cc | Honda         | JPN -   | ESP -  | GER Ret | NAT 12  | AUT 18  | YUG -   | NED Ret | FRA 12  | GBR Ret | SWE 15 | CZE -  | RSM 16 | POR - | BRA -  | ARG - | 0    | -    |
| 1988 | 500cc | Honda         | JPN Ret | USA -  | ESP -   | EXP -   | NAT Ret | GER Ret | AUT 15  | NED Ret | BEL Ret | YUG -  | FRA 20 | GBR -  | SWE - | CZE 19 | BRA - | 1    | 38.º |